# Wünschmannmühle

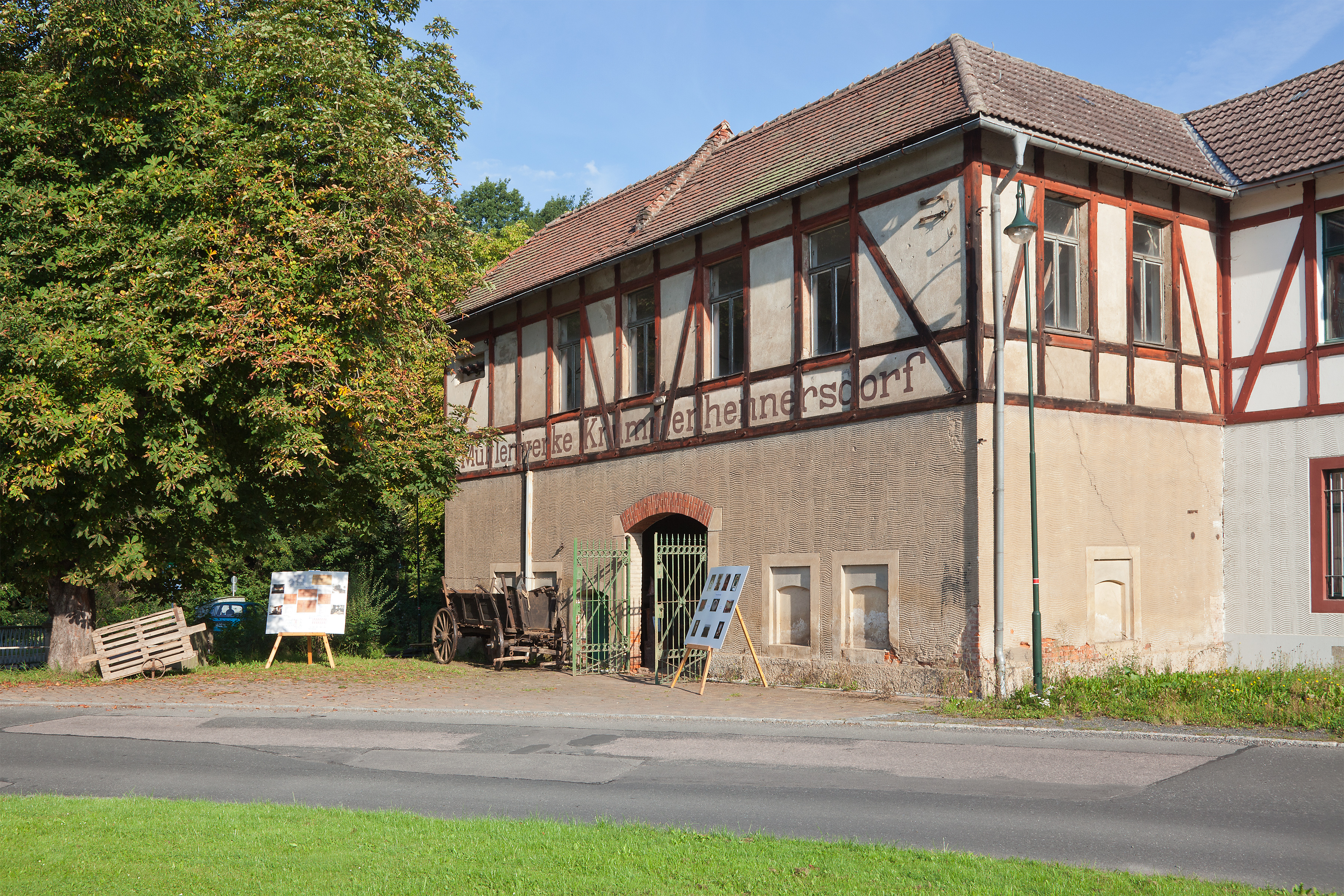
Wünschmannmühle

Die Wünschmannmühle ist eine ehemalige Wassermühle an der Bobritzsch in Krummenhennersdorf, einem Ortsteil von Halsbrücke in Sachsen. Sie enthält ein funktionsfähiges Mühlenwerk mit Mahlgängen und Sichtern sowie ein Sägewerk mit zwei Gattersägen, die über eine elektrische Turbine bzw. direkt vom Wasser der Bobritzsch angetrieben werden, sowie eine kleine historische Landtechnikausstellung. Die Mühle war bis in die 1970er Jahre eine Bäckerei und wurde von der Familie Wünschmann betrieben.
Nach 1990 übernahm trotz ungeklärter Rückübertragungsansprüche und Besitzverhältnisse ein Verein die Sicherung und Erhaltung der Mühle, so dass die Mühle an den Sächsischen Mühlentagen sowie zu am Tag des offenen Denkmals zur Besichtigung und Schauvorführungen offen ist.
Das Hochwasser 2002 hat die Mühle in Mitleidenschaft gezogen, sie wurde jedoch in ehrenamtlicher Arbeit wieder in Stand gesetzt.